# Jacques Maritain
Jacques Maritain [žak maritén] (18. listopadu 1882 Paříž – 28. dubna 1973 Toulouse) byl francouzský katolický filosof tomistické a personalistické inspirace, zastánce „integrálního křesťanského humanismu“ a lidské svobody. Velký význam měla jeho politická filosofie, včetně účasti při formulaci Deklarace lidských práv, a jeho estetika.

## Život
Maritain se narodil v rodině významného právníka, v letech 1900–1905 studoval na Sorbonně filosofii a přírodní vědy a na radu svého přítele, spisovatele Charlese Péguyho, chodil i na přednášky Henri Bergsona. Roku 1904 si vzal paní Raïssu z ruské židovské emigrantské rodiny a roku 1906 se dal katolicky pokřtít. V letech 1906–1908 dále studoval přírodní vědy v Heidelbergu a po návratu do Francie se rozešel s Bergsonem a věnoval se studiu Tomáše Akvinského. V letech 1914–1939 (s přestávkou vojenské služby) byl profesorem na Institut catholique v Paříži a ve svých raných pracích se věnoval obraně katolicismu. Seznámil se s ruským filosofem Nikolajem Berďajevem a s personalistickým myslitelem E. Mounierem a pod jejich vlivem se začal zajímat o sociální otázky, křesťanský humanismus a lidská práva.
Už od třicátých let dojížděl pravidelně přednášet do Toronta a po pádu Francie roku 1940 místo návratu odjel do USA, kde přednášel v Princetonu a na Kolumbijské univerzitě. Pracoval také na vysílání pro Francii, po osvobození Francie byl v letech 1944–1948 byl velvyslancem ve Vatikánu, kde se spřátelil s pozdějším papežem Pavlem VI.; v téže době se podílel na formulaci Deklarace lidských práv pro OSN i papežských dokumentů k sociálním otázkám. Roku 1948 opět odejel do Princetonu a přednášel na řadě dalších amerických univerzit. Roku 1960 se vrátil do Francie a když roku 1961 ovdověl, odešel do Toulouse, kde žil a zemřel v dominikánském klášteře. V poslední knize, Sedlák od Garonny (1967), kritizoval některé změny, k nimž došlo na Druhém vatikánském koncilu.

## Myšlení a dílo
Maritain napsal přes 60 knih (sebrané spisy vyšly ve 20 svazcích), zčásti polemických a apologetických, kde hájí katolické naukové pozice, zčásti věnovaných téměř všem oblastem filosofie. Snažil se důsledně vycházet z realismu Tomáše Akvinského, hájil primát metafysiky před epistemologií, myšlenku přirozeného práva i možnost poznání Boha racionálními prostředky myšlení. Také etika je podle něho založena na správném poznání, jež každého člověka zavazuje, protože odpovídá jeho přirozenosti. V hmotných věcech má společné dobro přednost před dobrem pro jedince, v duchovních věcech je však jedinec podřízen jen správně vedenému svědomí, jež musí společnost a stát respektovat. Cílem společnosti je svoboda pro všechny, to však není libovůle, nýbrž možnost dospívat k lidské dokonalosti, k níž byl člověk stvořen. Z tohoto Božího řádu odvozoval Maritain i lidská práva, která chápal velmi široce a která musí státy respektovat. V tomto smyslu je Maritainova filosofie pluralistická, i když o politickém uspořádání moci se nikdy jasně nevyjadřoval. Fašismus i komunismus však kritizoval důsledně už od 30. let.
Maritain měl už za svého života veliký vliv, a to nejen uvnitř katolické církve, ale vzhledem ke svým politickým postojům i v širší veřejnosti. Jeho filosofie silně působila v Severní i Jižní Americe, jeho myšlení se dodnes věnuje řada společností a americká University of Notre Dame zřídila Maritainův institut.

## Česky a slovensky vyšlo
- Vybrané stati filosofické. Praha 1931
- Umění a scholastika. Olomouc 1933
- Náboženství a kultura. Brno 1936
- Křesťanský humanismus. Praha 1947; 2. vyd. pod názvem Integrální humanismus. Řím 1967.
- Traja reformátori: Luther – Descartes – Rousseau. Trnava 1947
- Venkovan od Garonny. Starý laik si klade otázky o přítomném čase. [samizdat – strojopisný průklep] [mezi 1967 a 1989] [překlad ?] 370 s.
- Dvě studie o Tomáši Akvinském, TRS 1990
- Úvod do filosofie. Praha 1994
- Láska a přátelství. Praha 2005
- Člověk a stát. Praha 2007
- Sedm lekcí o jsoucnu. Praha 2009
- Odpovědnost umělce. Praha 2011